# Irmandade dos Clérigos Pobres
A Irmandade dos Clérigos Pobres é uma confraria, criada em 1707, na cidade do Porto, em Portugal.
A Irmandade dos Clérigos Pobres resultou da fusão de três confrarias preexistentes que desenvolviam, na Santa Casa da Misericórdia do Porto, actividade paralela e similar em favor do clero pobre: a Confraria de São Pedro ad Vincula, a Congregação de São Filipe Néri e a Confraria de Nossa Senhora da Misericórdia. Após a fusão o nome da irmandade passou a ser o de Confraria de Nossa Senhora da Misericórdia, São Pedro e São Filipe Néri, mais tarde simplificando a designação para Irmandade dos Clérigos.
Reunindo na Casa da Misericórdia, a nova irmandade, pretendendo ter sede própria, tratou logo de concretizar esse objectivo, quando lhe foi oferecido, em 1731, um terreno no chamado lugar da Cruz de Cassoa, junto ao Adro dos Enforcados (um terreno, já fora das Muralhas Fernandinas, perto do Olival, onde eram sepultados os criminosos sentenciados à forca e os que morriam fora da religião), onde seria construída, não sem alguma polémica, a casa e a Torre dos Clérigos. Por essa razão, aquele adro foi mudado para outro lugar, nos terrenos do actual Hospital de Santo António.